# Danh sách tập phim Fruits Basket

Trọn bộ xê-ri Fruits Basket do FUNimation phát hành

Fruits Basket được chuyển thể thành xê-ri anime dài 26 tập bởi Studio Deen và trình chiếu tại Nhật Bản trên TV Tokyo từ ngày 5 tháng 7 năm 2001 đến 27 tháng 12 năm 2001. Dựa trên hai mươi ba tập manga cùng tên của họa sĩ Takaya Natsuki, xê-ri xoay quanh cô gái mồ côi Honda Tohru sống một mình trong căn lều tạm bợ vì không muốn làm phiền ai. Sau khi gặp Yuki, Kyo và Sohma Shigure (người về sau mở lời nhờ cô làm người giúp việc trong nhà của họ), cô biết được mười ba thành viên trong dòng họ Sohma bị dính một lời nguyền biến thành 12 con giáp mỗi khi có ai đó ôm hoặc khi căng thẳng quá mức. Xê-ri được đạo diễn bởi Daichi Akitaro. Trong quá trình sản xuất xê-ri, Daichi và Takaya nảy sinh tư tưởng khác nhau về việc phân vai, tô màu, định hướng kể chuyện và dẫn đến việc Takaya không thích phiên bản chuyển thể này.
Fruits Basket được phát hành lần đầu trong cả hai định dạng VHS và DVD từ ngày 29 tháng 9 năm 2001 đến ngày 22 tháng 5 năm 2002 gồm 9 vol bởi King Record. Một Box Set DVD đã được phát hành vào ngày 25 tháng 4 năm 2007. Xê-ri này cũng được cấp phép cho vùng 1 và vùng 2 bởi FUNimation Entertainment, gồm 4 DVD riêng lẻ mỗi cái bên trong có khoảng 6-7 tập và một Box Set trọn bộ.
Xê-ri sử dụng ba ca khúc chủ đề, tất cả đều do Okazaki Ritsuko trình bày. "For Fruits Basket" (For フルーツバスケット, tạm dịch "Dành tặng giỏ trái cây") được sử dụng làm bài hát mở đầu cho tất cả hai mươi sáu tập phim. "Chiisana Inori" (小さな祈り, tạm dịch "Lời nguyện cầu nhỏ bé") được sử dụng làm bài hát kết thúc cho hầu hết các tập, ngoại trừ tập 25 ca khúc được sử dụng làm phần kết thúc là "Serenade" (セレナーデ). Trong phiên bản tiếng Anh, các ca khúc chủ đề được viết và lồng tiếng lại bằng tiếng Anh bởi nữ diễn viên lồng tiếng Meredith McCoy cho phần bài hát mở đầu, Laura Bailey trình bày bài hát kết thúc đầu tiên và Daphne Gere trình bày bài hát kết thúc thứ hai. Tại Việt Nam, xê-ri được phát sóng trên kênh truyền hình HTV3, các ca khúc chủ đề được Việt hóa từ bản gốc tiếng Nhật. Bài hát mở đầu là "Đông tan" và bài hát kết thúc "Hương xuân nhẹ nhàng", cả hai đều được viết lời Việt và trình bày bởi diễn viên lồng tiếng Huyền Chi.
Đầu năm 2019, phiên bản làm lại Fruits Basket được thông báo ra mắt dưới tựa "Fruits Basket: 1st Season." Mùa đầu tiên được phát sóng từ ngày 6 tháng 4 đến 21 tháng 9 năm 2019. Ca khúc chủ đề mở đầu thứ nhất là "Again" trình bày bởi Beverly và bài hát kết thúc thứ nhất là "Lucky Ending" do Vickeblanka trình bày. Bài hát kết thúc thứ hai mang tên "Chime" do Otsuka Ai trình bày và ca khúc kết thúc thứ hai là "One Step Closer" do INTERSECTION trình bày. Mùa đầu tiên gồm 25 tập.

## Danh sách tập

### Fruits Basket(2001)
| Lưu ý | Lưu ý | Lưu ý | Lưu ý | Lưu ý | Lưu ý |
| --- | ----- | ----- | ----- | ----- | ----- |
| Tên 25 tập đầu bằng tiếng Việt trong bài viết này dựa trên bản dịch từ bản tiếng Anh do bản gốc Nhật chỉ đánh số thứ tự từ 1 đến 25 không có tên cụ thể cho từng tập |       |       |       |       |       |

| #  | Tên tập phim                                                             | Ngày phát sóng gốc   |
| -- | ------------------------------------------------------------------------ | -------------------- |
| 1  | "Ngày kì lạ nhất" "Dai Ichi Wa" (第一話)                                 | 5 tháng 7 năm 2001   |
| 2  | "Lời nguyền dòng họ Sohma" "Dai Ni Wa" (第二話)                          | 12 tháng 7 năm 2001  |
| 3  | "Tất cả hình dạng và kích thước" "Dai San Wa" (第三話)                   | 19 tháng 7 năm 2001  |
| 4  | "Kagura đến đây!" "Dai Yon Wa" (第四話)                                  | 26 tháng 7 năm 2001  |
| 5  | "Cơm nắm trong giỏ trái cây)" "Dai Go Wa" (第五話)                       | 2 tháng 8 năm 2001   |
| 6  | "Tình bạn bất diệt" "Dai Roku Wa" (第六話)                               | 9 tháng 8 năm 2001   |
| 7  | "Quả mận ở sau lưng" "Dai Nana Wa" (第七話)                              | 16 tháng 8 năm 2001  |
| 8  | "Đừng khóc! Chắc chắn tuyết sẽ tan" "Dai Hachi Wa" (第八話)              | 23 tháng 8 năm 2001  |
| 9  | "Năm mới cô đơn" "Dai Kyuu Wa" (第九話)                                  | 30 tháng 8 năm 2001  |
| 10 | "Hãy làm rõ nó là trắng hay đen" "Dai Juu Wa" (第十話)                   | 6 tháng 9 năm 2001   |
| 11 | "Ai cũng yêu chocolate" "Dai Juu Ichi Wa" (第十一話)                     | 13 tháng 9 năm 2001  |
| 12 | "Ngày Trắng" "Dai Juu Ni Banashi" (第十二話)                             | 20 tháng 9 năm 2001  |
| 13 | "Bắt đầu học kì mới!" "Dai Juu San Wa" (第十三話)                        | 27 tháng 9 năm 2001  |
| 14 | "Con rắn đáng ghét của Yuki" "Dai Juu Yon Wa" (第十四話)                 | 4 tháng 10 năm 2001  |
| 15 | "Ký ức không thể nào quên" "Dai Juu Go Wa" (第十五話)                    | 11 tháng 10 năm 2001 |
| 16 | "Ba chúng ta không cần sợ Jason" "Dai Juu Roku Wa" (第十六話)            | 18 tháng 10 năm 2001 |
| 17 | "Tình yêu thương khiến tôi trở nên mạnh mẽ" "Dai Juu Nana Wa" (第十七話) | 25 tháng 10 năm 2001 |
| 18 | "Lời nguyền của chị em điện tử" "Dai Juu Hachi Wa" (第十八話)            | 1 tháng 11 năm 2001  |
| 19 | "Nguồn động viên từ sự giá lạnh" "Dai Juu Kyuu Wa" (第十九話)            | 8 tháng 11 năm 2001  |
| 20 | "Bí mật cuộc đời Ayame" "Dai Ni Juu Wa" (第二十話)                       | 15 tháng 11 năm 2001 |
| 21 | "Hoàng tử bị giam cầm" "Dai Ni Juu Ichi Wa" (第ニ十一話)                 | 22 tháng 11 năm 2001 |
| 22 | "Câu lạc bộ hâm mộ hoàng tử Yuki" "Dai Ni Juu Ni Banashi" (第ニ十ニ話)   | 29 tháng 11 năm 2001 |
| 23 | "Có thật sự Ri là con gái của mẹ?" "Dai Ni Juu San Wa" (第ニ十三話)      | 6 tháng 12 năm 2001  |
| 24 | "Lời nguyền của con mèo" "Dai Ni Juu Yon Wa" (第ニ十四話)                | 13 tháng 12 năm 2001 |
| 25 | "Hiện nguyên hình" "Dai Ni Juu Go Wa" (第二十五話)                       | 20 tháng 12 năm 2001 |
| 26 | "Về nhà thôi!" "Saishuu Kai" (最終回)                                    | 27 tháng 12 năm 2001 |

### Fruits Basket(2019)
| #  | Tên tập phim                                                                                             | Ngày phát sóng gốc  |
| -- | --- | ------------------- |
| 1  | "Dự định" "Ittekimasu" (行ってきます)                                                                    | 6 tháng 4 năm 2019  |
| 2  | "Họ đều là động vật!" "Minasan ga dōbutsuna ndesu!" (みなさんが動物なんです！)                           | 13 tháng 4 năm 2019 |
| 3  | "Hãy chơi kẻ giàu - người nghèo nào" "Dai hinmin o yarimashou" (大貧民をやりましょう)                    | 20 tháng 4 năm 2019 |
| 4  | "Cô ấy ở thời nào vậy?" "Nanidoshi no Kata nano desuka?" (なにどしの方なのですか？)                      | 27 tháng 4 năm 2019 |
| 5  | "Tôi đã tự đánh lừa bản thân mình" "Kanchigai o shitei mashita" (勘違いをしていました)                   | 4 tháng 5 năm 2019  |
| 6  | "Có lẽ chúng ta nên tự mời chính mình thì hơn" "O jama sasetemo raōkashira" (お邪魔させてもらおうかしら) | 11 tháng 5 năm 2019 |
| 7  | "Xuân đến" "Haru ni narimasune" (春になりますね)                                                         | 18 tháng 5 năm 2019 |
| 8  | "Hẹn gặp lại" "Itterasshai" (行ってらっしゃい)                                                           | 25 tháng 5 năm 2019 |
| 9  | "Yuki là mối tình đầu của tôi" "Yūki wa ore no hatsukoi dakara" (ゆきはおれの初恋だから)                 | 1 tháng 6 năm 2019  |
| 10 | "Dù gì cũng là Valentine" "Datte, Barentainda mon" (だって、バレンタインだもん)                          | 8 tháng 6 năm 2019  |
| 11 | "Đây là một căn nhà tuyệt vời" "Tottemo sutekina o yadodesu" (とってもステキなお宿です)                  | 15 tháng 6 năm 2019 |
| 12 | "Cậu trông như đang hạnh phúc vậy" "Tanoshi-sō da ne" (楽しそうだね)                                     | 22 tháng 6 năm 2019 |
| 13 | "Anh khỏe chứ? Anh trai" "Genki de ita ka na? Waga otōto yo" (元気でいたかな？我が弟よっ)                | 29 tháng 6 năm 2019 |
| 14 | "Đó là bí mật" "Himitsu da yo" (ヒミツだよ)                                                              | 6 tháng 7 năm 2019  |
| 15 | "Em sẽ không nói ra" "Sou demo nai sa" (そうでもないさ)                                                  | 13 tháng 7 năm 2019 |
| 16 | "Cô ấy đã bảo là đừng bước lên chúng!" "Fumu nattsutte ndaroga!" (踏むなっつってんだろが！)              | 20 tháng 7 năm 2019 |
| 17 | "Cái này là dành cho Uo-chan!" "Uo-chan no bun desu！" (うおちゃんの分ですっ！)                          | 27 tháng 7 năm 2019 |
| 18 | "Điều quan trọng là..." "Taisetsuna no wa……" (大切なのは……)                                              | 3 tháng 8 năm 2019  |
| 19 | "Tôi xin lỗi" "Gomen'nasai" (ごめんなさいーっ)                                                           | 10 tháng 8 năm 2019 |
| 20 | "Em không tin anh đã lấy nó" "Nani majide hirotte'n nosa" (何マジで拾ってんのさ)                         | 17 tháng 8 năm 2019 |
| 21 | "Tôi sẽ không bao giờ lùi bước" "Urareta denpa wa kawanakucha" (売られた電波は買わなくちゃ)              | 24 tháng 8 năm 2019 |
| 22 | "Vì tôi hạnh phúc" "Datte ureshikattanoyo" (だって嬉しかったのよ)                                        | 31 tháng 8 năm 2019 |
| 23 | "Trông cậu như..." "Genki sōdana……" (元気そうだな……)                                                     | 7 tháng 9 năm 2019  |
| 24 | "Hãy về nhà" "Kaerimashō" (帰りましょう)                                                                 | 14 tháng 9 năm 2019 |
| 25 | "Hè sắp đến rồi" "Mōsugu natsu ga yattekimasu" (もうすぐ夏がやってきます)                                | 21 tháng 9 năm 2019 |

### Fruits Basket(2020)
| #  | Tên tập phim                                                                | Ngày phát sóng gốc  |
| -- | --------------------------------------------------------------------------- | ------------------- |
| 1  | "Ohisashiburidesu" (お久しぶりです)                                         | 7 tháng 4 năm 2020  |
| 2  | "Min'na de sōmen tabe tari shite ne" (みんなで素麺食べたりしてね)           | 14 tháng 4 năm 2020 |
| 3  | "O kigae shimashō ka.....❤" (お着替えしましょうか・・・・・❤)               | 21 tháng 4 năm 2020 |
| 4  | "Fura reta nda~a....." (ふられたんだぁ・・・・・)                           | 28 tháng 4 năm 2020 |
| 5  | "Mattero Tororo Sobā!" (待ってろとろろソバー！)                             | 4 tháng 5 năm 2020  |
| 6  | "Baka kai? Kimi wa" (馬鹿かい？君は)                                        | 11 tháng 5 năm 2020 |
| 7  | "Suika-wari taikai o hajimeru no Yō" (スイカ割りコンテストを始めましょう！) | 18 tháng 5 năm 2020 |
| 8  | "Datte honto no Koto daro" (だってホントのことだろ)                         | 25 tháng 5 năm 2020 |
| 9  | "Taisetsuna ore no....." (大切な俺の・・・・・)                             | 1 tháng 6 năm 2020  |
| 10 | "Anata wa..... “dare” desu ka?" (あなたは・・・・・『誰』ですか？)          | 8 tháng 6 năm 2020  |
| 11 | "Watashi dake no Monoda yo" (私だけのものだよ)                              | 15 tháng 6 năm 2020 |
| 12 | "Ore no Kawarini kimi ga naita" (俺の代わりに君が泣いた)                    | 22 tháng 6 năm 2020 |
| 13 | "Īssuyo" (いいっスよー)                                                     | 29 tháng 6 năm 2020 |
| 14 | "Ore mō shin datte ī ya....." (俺もう死んだっていいや・・・・・)            | 6 tháng 7 năm 2020  |
| 15 | ".....Ittekimasu" (・・・・・行ってきます)                                  | 13 tháng 7 năm 2020 |
| 16 | "Dakara tsutaete" (だからつたえて)                                          | 20 tháng 7 năm 2020 |
| 17 | "Arimasu, kitto....." (あります、きっと・・・・・)                          | 27 tháng 7 năm 2020 |
| 18 | "Kisu shiyokka" (キスしよっか)                                              | 3 tháng 8 năm 2020  |
| 19 | "Nainda, doko ni mo!" (無いんだ、どこにもっ！)                              | 10 tháng 8 năm 2020 |
| 20 | "Daijōbu desu ka" (大丈夫ですか)                                            | 17 tháng 8 năm 2020 |
| 21 | "Attanda. Tashika ni" (あったんだ。確かに)                                  | 24 tháng 8 năm 2020 |
| 22 | "Ore wa, Iya nanda!" (俺は、嫌なんだ!)                                      | 31 tháng 8 năm 2020 |
| 23 | "Shinderera ppoi mono!" (シンデレラっぽいもの！)                            | 7 tháng 9 năm 2020  |
| 24 | "Machi ga ita" (真知がいた)                                                 | 14 tháng 9 năm 2020 |
| 25 | ".....Ore wa mō, chigau nda" (・・・・・俺はもう、違うんだ)                 | 21 tháng 9 năm 2020 |

## Giải trí tại gia

### Vùng 1
Ở Vùng 1, xê-ri được phát hành dưới định dạng DVD bởi FUNimation Entertainment. Các tập phim được đưa vào gồm 4 vol đĩa đơn với âm thanh tiếng Nhật và phụ đề tiếng Anh. Hai vol đầu tiên gồm sáu tập phim trong khi hai vol cuối gồm bảy tập. Sau đó được tái phát hành dưới dạng box set vào ngày 16 tháng 11 năm 2004. Năm 2007, FUNimation tái phát hành lần nữa trong Viridian Collection. Các tập vẫn giống phiên bản thường nhưng bìa được thiết kế lại. Box set này về sau cũng được tái phát hành. Nhằm kỉ niệm 16 năm xê-ri ra đời boxset Blu-ray được ra mắt vào ngày 1 tháng 8 năm 2017, bên trong bao gồm một booklet 24 trang và các bổ sung mới.

#### 2001
| Tựa                                             | Phát hành gốc        | Phát hành Viridian   |
| ----------------------------------------------- | -------------------- | -------------------- |
| Fruits Basket, Volume 1: A Great Transformation | 29 tháng 10 năm 2002 | 4 tháng 9 năm 2007   |
| Fruits Basket, Volume 2: What Becomes of Snow?  | 21 tháng 1 năm 2003  | 4 tháng 9 năm 2007   |
| Fruits Basket, Volume 3: Puddles of Memories    | 25 tháng 3 năm 2003  | 5 tháng 10 năm 2007  |
| Fruits Basket, Volume 4: The Clearing Sky       | 27 tháng 5 năm 2003  | 5 tháng 10 năm 2007  |
| Fruits Basket Series Box Set                    | 16 tháng 11 năm 2004 | 20 tháng 11 năm 2007 |

#### 2019
| Tựa                              | Ngày                 |
| -------------------------------- | -------------------- |
| Fruits Basket Season One, Part 1 | 19 tháng 11 năm 2019 |
| Fruits Basket Season One, Part 2 | 11 tháng 2 năm 2020  |

### Vùng 2 (Nhật Bản)
Ban đầu xê-ri được phát hành tại Nhật Bản trong chín vol DVD riêng lẻ bởi King Records, với mỗi vol bên trong chứa ba tập phim, ngoại trừ vol đầu tiên chỉ gồm hai tập. Ở vol thứ nhất, thứ sáu, thứ tám và thứ chín được phát hành dưới dạng phiên bản giới hạn. Trong vol thứ nhất và thứ sáu bản giới hạn gồm một box xê-ri, trong khi vol thứ tám gồm sáu trading card và một figure. Còn ở vol cuối cùng của bản giới hạn thì gồm một figure. Một hộp hộp box set cao cấp hơn theo mùa cũng được phát hành vào 25 tháng 4 năm 2007. Bên trong đó ngoài trọn bộ các tập phim thì còn có một tấm bưu thiếp có các thông điệp từ Takaya Natsuki, 60-trang booklet cao cấp, và đính kèm một CD nhạc phim Fruits Basket. Tất cả các vol nguyên bản đều có luồng âm thanh tiếng Nhật và không phụ đề.

#### 2001
| Volume                | Ngày                 |
| --------------------- | -------------------- |
| Fruits Basket 1       | 29 tháng 9 năm 2001  |
| Fruits Basket 2       | 30 tháng 10 năm 2001 |
| Fruits Basket 3       | 29 tháng 11 năm 2001 |
| Fruits Basket 4       | 29 tháng 12 năm 2001 |
| Fruits Basket 5       | 26 tháng 1 năm 2002  |
| Fruits Basket 6       | 28 tháng 2 năm 2002  |
| Fruits Basket 7       | 27 tháng 3 năm 2002  |
| Fruits Basket 8       | 24 tháng 4 năm 2002  |
| Fruits Basket 9       | 22 tháng 5 năm 2002  |
| Fruits Basket DVD Box | 25 tháng 4 năm 2007  |

#### 2019
| Volume                     | Ngày                 |
| -------------------------- | -------------------- |
| Fruits Basket 1st Season 1 | 21 tháng 6 năm 2019  |
| Fruits Basket 1st Season 2 | 19 tháng 7 năm 2019  |
| Fruits Basket 1st Season 3 | 23 tháng 8 năm 2019  |
| Fruits Basket 1st Season 4 | 20 tháng 9 năm 2019  |
| Fruits Basket 1st Season 5 | 18 tháng 10 năm 2019 |
| Fruits Basket 1st Season 6 | 22 tháng 11 năm 2010 |

### Vùng 2 (Châu Âu)
Thông qua thỏa thuận với FUNimation về việc dùng lại danh đề, MVM Entertainment đã phát hành xê-ri dưới dạng DVD tại Vùng 2 ở Châu Âu. Xê-ri được phát hành dưới bốn vol riêng lẻ tương tự cách phát hành của Funimation tại Vùng 1. Vào ngày 14 tháng 11 năm 2006, FUNimation thông báo rằng MVM sẽ không còn phát hành dưới danh đề của họ nữa. Thay vào đó, tất cả các phát hành dưới danh đề của họ tại Anh Quốc sẽ được cung cấp bởi Revelation Films. Revelation Films tái phát hành bốn vol riêng lẻ dưới nhãn hiệu của họ và phát hành box sẻ vào ngày vào ngày 22 tháng 1 năm 2007.
Tuy nhiên, MVM một lần nữa cấp phép và tái phát hành xê-ri dưới dạng bốn bộ đĩa vào ngày 6 tháng 2 năm 2012 tại Anh Quốc. MVM cũng phát hành phiên bản Blu-ray dành cho người sưu tầm vào ngày 19 tháng 2 năm 2018.
| Tựa                     | MVM Entertainment   | Revelation Films    |
| ----------------------- | ------------------- | ------------------- |
| Fruits Basket, Volume 1 | 5 tháng 4 năm 2004  | 22 tháng 1 năm 2007 |
| Fruits Basket, Volume 2 | 7 tháng 6 năm 2004  | 22 tháng 1 năm 2007 |
| Fruits Basket, Volume 3 | 9 tháng 8 năm 2004  | 22 tháng 2 năm 2007 |
| Fruits Basket, Volume 4 | 20 tháng 9 năm 2004 | 22 tháng 2 năm 2007 |
| Fruits Basket Box Set   | 13 tháng 2 năm 2012 | 22 tháng 1 năm 2007 |

### Vùng 4
Fruits Basket được phát hành trong dạng DVD tại Vùng 4 bởi Madman Entertainment vào ngày 15 tháng 10 năm 2003 với hình thức một box set hoàn chỉnh. Bộ box set này giống box set nguyên bản vùng 1 phát hành bởi FUNimation. Các phần thêm trong đĩa gồm các hồ sơ nhân vật, các đoạn mở đầu và kết thúc phim ít văn bản, một đoạn phim hậu trường, một cuộc phỏng vấn với đạo diễn và cuối cùng là một phòng trưng bày hình ảnn.